# اوچانیه
اوچانیه (به لاتین: Uchanie) یک روستا در لهستان است که در Gmina Uchanie واقع شده‌است.